# Озан Кабак
Озан Мухаммед Кабак (тур. Ozan Muhammed Kabak; нар. 25 березня 2000, Анкара, Туреччина) — турецький футболіст, центральний захисник німецького клубу «Гоффенгайм 1899».

## Клубна кар'єра

### Ранні роки. «Галатасарай»
Навчався в західній частині Стамбулу, Сіліврі. Там він регулярно грав у футбол під час шкільних перерв та на уроках фізкультури. Вчитель фізкультури помітив його футбольний талант і порекомендував батькові Кабака записати сина у футбольну секцію. Ці ідею підтримав батько Охана, колишній футболіст-аматор, і таким чином Кабак почав займатися футболом у юнацькій команді «Сілівріспора». Спочатку грав в атаці, переважно центрального нападника. Талновитому Озану дозволяли тренуватися зі старшими гравця, часто використовували в товариських матчах. Завдяки успішній грі в юнацькій команді «Сілівріспора» тренер молодіжної команди запропонував послуги Кабака «Галатасараю», які вирішили запросити на перегляд талановитого юнака. У 2011 році перейшов до молодіжної академії стамбульського гранда. 1 липня 2017 року підписав з «Галатасараєм» перший професіональний контракт. 12 травня 2018 року дебютував у переможному (2:0) поєдинку турецької Суперліги проти «Єні Малатьяспор».

### «Штутгарт»
17 січня 2019 року переїхав до представника німецької Бундесліги «Штутгарта», де підписав контракт до червня 2024 року. 3 березня двічі відзначився голами у переможному (5:1) поєдинку проти «Ганновера 96», відзначившись першими голами в дорослій футбольній кар'єрі. У віці 18 років 11 місяців та 7-и днях наймолодшим турецьким та третім наймолодшим гравцем «Штутгарта», який відзначився 2-а голами в одному матчі Бундесліги.

### «Шальке 04»
30 червня 2019 року Кабак приєднався до «Шальке 04» за 15 мільйонів євро, підписавши з клубом 5-річний контракт.

## Кар'єра в збірній
Кабака вперше викликали до збірної Туреччини U-14. Капітан збірної Туреччини U-17 на юнацькому чемпіонаті Європи U-17 2017 року, внесений до списку 10 талантів, за якими варто слідкувати за версією УЄФА. 17 листопада 2019 року Озан дебютував у головній збірній Туреччини під час кваліфікаційного матчу Євро-2020 проти Андорри, зіграв повний матч, в якому Туреччина здобула перемогу (2:0).

## Статистика виступів

### Статистика клубних виступів
Станом на 8 березня 2020
| Клуб              | Сезон             | Ліга                | Ліга  | Ліга | Кубок | Кубок | Єврокубки | Єврокубки | Інші  | Інші | Загалом | Загалом |
| Клуб              | Сезон             | Дивізіон            | Матчі | Голи | Матчі | Голи  | Матчі     | Голи      | Матчі | Голи | Матчі   | Голи    |
| ----------------- | ----------------- | ------------------- | ----- | ---- | ----- | ----- | --------- | --------- | ----- | ---- | ------- | ------- |
| «Галатасарай»     | 2017–18           | Суперліга Туреччини | 1     | 0    | 0     | 0     | 0         | 0         | —     | —    | 1       | 0       |
| «Галатасарай»     | 2018–19           | Суперліга Туреччини | 13    | 0    | 0     | 0     | 4         | 0         | —     | —    | 17      | 0       |
| «Галатасарай»     | Загалом           | Загалом             | 14    | 0    | 0     | 0     | 4         | 0         | —     | —    | 18      | 0       |
| «Штутгарт»        | 2018–19           | Бундесліга          | 15    | 3    | 0     | 0     | —         | —         | 2     | 0    | 17      | 3       |
| «Шальке 04»       | 2019–20           | Бундесліга          | 19    | 3    | 2     | 0     | —         | —         | —     | —    | 21      | 3       |
| Усього за кар'єру | Усього за кар'єру | Усього за кар'єру   | 48    | 6    | 2     | 0     | 4         | 0         | 2     | 0    | 56      | 6       |

1. ↑  Матчі в Лізі чемпіонів УЄФА
2. ↑  Матчі в плей-оф за право збереження в Бундеслізі

### Статистика виступів за збірну
| Дата       | Місто            | Господарі | Результат | Гості     | Турнір                               | Голи | Примітки |
| ---------- | ---------------- | --------- | --------- | --------- | ------------------------------------ | ---- | -------- |
| 17-11-2019 | Андорра-ла-Велья | Андорра   | 0 – 2     | Туреччина | Відбір до ЧЄ 2020                    | -    |          |
| 6-9-2020   | Белград          | Сербія    | 0 – 0     | Туреччина | Ліга націй УЄФА 2020-2021 - 1-й етап | -    | 79'      |
| 7-10-2020  | Кельн            | Німеччина | 3 – 3     | Туреччина | товариський матч                     | -    | 75'      |
| 11-10-2020 | Москва           | Росія     | 1 – 1     | Туреччина | Ліга націй УЄФА 2020-2021 - 1-й етап | -    | 74'      |
| 11-11-2020 | Стамбул          | Туреччина | 3 – 3     | Хорватія  | товариський матч                     | -    | 38'      |
| Усього     |                  | Матчів    | 5         |           | Голів                                | 0    |          |

## Титули і досягнення
«Галатасарай»
- Суперліга Туреччини
  -  Чемпіон (1): 2017/18